# Younginiformes
Die Younginiformes, früher Eosuchia genannt, sind ein ausgestorbenes Taxon diapsider Reptilien aus dem Oberperm und der Untertrias. Es waren mittelgroße, eidechsenartige Tiere, die sich vermutlich insectivor oder carnivor ernährten. Einige, wie die in Madagaskar und Ostafrika gefundenen Gattungen Acerosodontosaurus und Hovasaurus lebten aquatisch. Sie unterschieden sich von den terrestrisch lebenden nur durch ihren abgeplatteten Schwanz, hatten aber Steinchen in der Bauchhöhle, die wahrscheinlich als Ballast dienten.
Das Taxon ist nach aktueller Auffassung wohl paraphyletisch, es fasst verschiedene Vertreter der Stammgruppe der Diapsida zusammen, die aber untereinander nicht näher verwandt sind.

## Merkmale
Der Hals und die distalen Elemente der Gliedmaßen sind viel kürzer als bei den Araeoscelidia. Die Tiere hatten einen einzelnen Coracoid, das Tabulare (ein Schädelknochen) fehlte. Die Wirbel hatten transversale Querfortsätze und verhältnismäßig hohe Neuralfortsätze. Die Columella, ein Knochen im Mittelohr, der konvergent zum Steigbügel der Säugetiere ist, war groß. Ein Brustbein war vorhanden, ebenso wie das Cleithrum, ein Knochen der bei modernen Reptilien nicht mehr vorhanden ist. Fuß und Fußwurzel waren primitiv.

## Systematische Stellung
Es war längere Zeit umstritten, ob die in den Younginiformes vereinten Taxa eine eigenständige Linie an der Basis der Diapsida bildete oder ob sie in die Stammgruppe der Lepidosauromorpha zu stellen wären. Neuere Untersuchungen führten aber dazu, dass das Taxon Younginiformes aufgegeben werden musste. Sie gelten nun als paraphyletische Zusammenfügung verschiedener Taxa an der Basis der Neodiapsida (außerhalb der Sauria). Eine neue Hypothese spaltet sie in zwei Familien auf, die aber keine Schwestergruppen sind: Die Younginidae (mit den Gattungen Thadeosaurus und Youngina) und die Tangasauridae (mit den Gattungen Tangasaurus, Acerosodontosaurus und Hovasaurus), wobei die Younginidae näher mit den Sauria verwandt wären als die Tangasauridae.

## Gattungen
- Acerosodontosaurus
- Youngina
- Hovasaurus
- Tangasaurus
- Thadeosaurus